# Theodor Endres
Theodor Endres född 25 september 1876 i Ansbach ca 35 km sydväst om Nürnberg död 19 januari 1956 i Traunstein i sydöstligaste Bayern. Tysk militär. Endres befordrades till generalmajor i februari 1930 och till general i artilleriet i januari 1943. Han erhöll Riddarkorset av järnkorset  i juli 1940.

## Befäl
- 212. Infanterie-Division augusti 1939 – oktober 1942
- pensionerades april 1943